# Ilmin Museum of Art

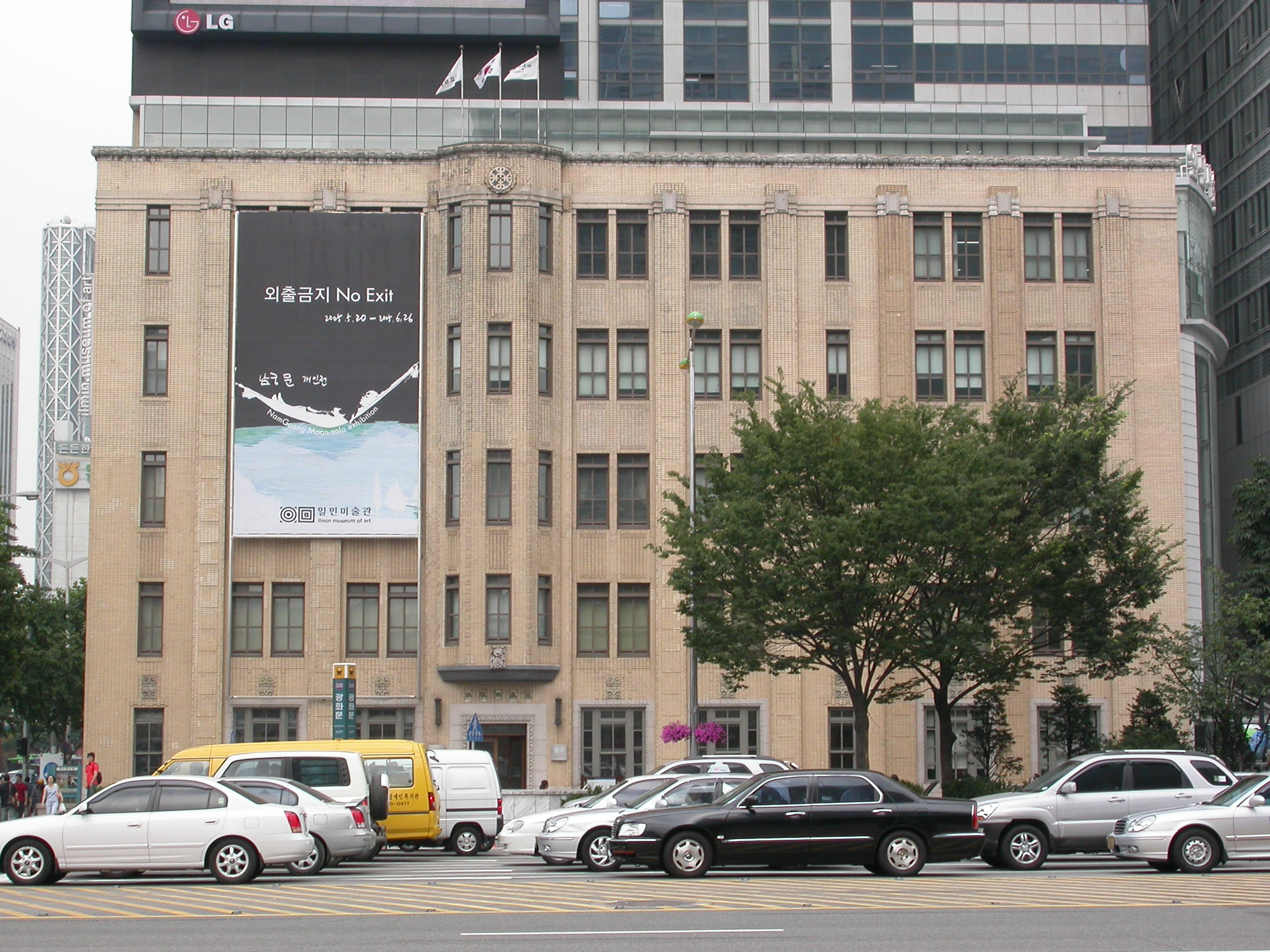
Ilmin Museum of Art (2005)

Das Ilmin Museum of Art (deutsch: Ilmin-Kunstmuseum, koreanisch: 일민미술관) ist ein privates Kunstmuseum in Seoul, Südkorea, in dem vor allem koreanische Kunst ausgestellt wird.

## Geschichte
Das Museum wurde 1994 von der gemeinnützigen Ilmin Cultural Foundation (일민문화재단) zur Erinnerung an Kim Sang-man (1910–1994), den früheren Präsidenten von Dong-a Ilbo, einem der wichtigsten Zeitungsverlage in Korea, gegründet. Kim hatte sich während seines gesamten Lebens für den koreanischen Journalismus und die koreanische Kultur eingesetzt. Das Museum ist nach seinem Pseudonym „Ilmin“ (일민, 一民) benannt, was wörtlich übersetzt „ein Volk“ bedeutet. Im Dezember 1996 wurde das Museum mit drei Ausstellungsräumen unter dem Namen Ilmin Art Hall eröffnet. Nach einer einjährigen Renovierung wurde das Museum im Februar 2002 wiedereröffnet.

## Lage
Das Museum ist am südlichen Ende von Gwanghwamun Plaza im Gebäude 139 Sejongno (Sejong Avenue) in Jongno-gu.

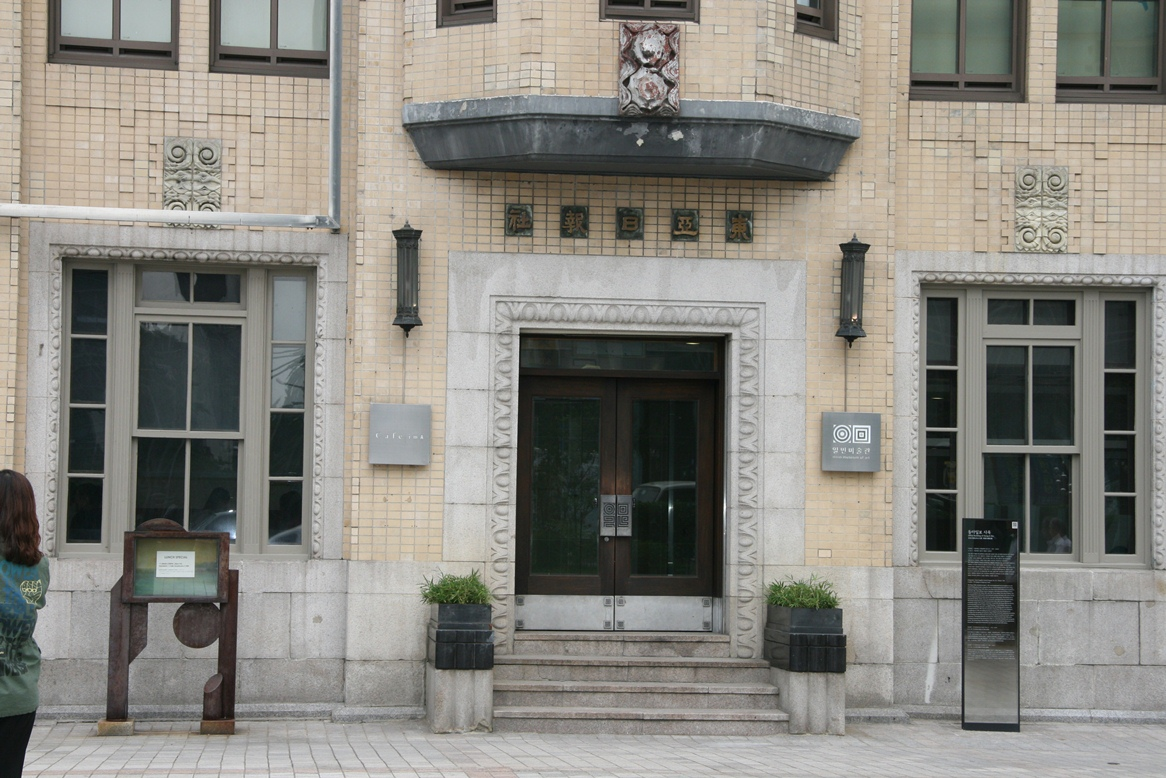
Eingang des Ilmin Museum of Art (2012)

Das Museum hat fünf Geschosse mit 650 m² Fläche. Es befindet sich im ehemaligen Verlagsgebäude der Zeitung Dong-a Ilbo, dem ältesten Verlagsgebäude in Korea.

## Ausstellungsstücke
Das Museum besteht aus zwei großen Ausstellungshallen und der Ilmin Sammlung. Die Ilmin Sammlung umfasst über 430 Kunstwerke, insbesondere koreanisches Porzellan, koreanische Gemälde und koreanische Kalligraphie aus dem Goryeo und der Joseon-Dynastie sowie über 1200 Zeichnungen und Gemälde, die von verschiedenen Zeitungen veröffentlicht wurden. Außerdem beherbergt das Museum eine Sammlung moderner Kunst mit 100 Kunstwerken. Es bietet eine Einführung in die zeitgenössische Kunst, wie moderne Gemälde, Fotografien, Videokunst und Installationskunst.
Es beherbergt im vierten Stock auch das einzige Archiv Südkoreas für Dokumentarfilme und Videokunst, das seine Sammlung der Öffentlichkeit präsentiert. Es gibt dort etwa 200 Dokumentarfilme und 50 Videos von südkoreanischen und internationalen Künstlern.

## Aktivitäten
Das Museum veröffentlicht das kunstwissenschaftliche Werk Ilmin Visual Culture (일민시각문화). Es verleiht den Ilmin Art Award (일민문화상) und die Ilmin Fellowship, mit der Künstler und Kunstwissenschaftler unterstützt werden.